# Blocco navale di Reval (1726)
Il blocco navale di Reval fu il blocco della flotta russa nel porto di Reval (l'odierna Tallinn) nell'estate del 1726 da parte di una forza congiunta di navi britanniche e danesi.

## Antefatti
Con l'annessione di Estonia e la Lettonia da parte di Pietro il Grande nel 1710 la Russia era venuta ad affacciarsi sul Baltico e nel 1725, la nuova zarina Caterina I di Russia sostenne le pretese di suo genero, il duca di Holstein-Gottorp Carlo Federico di Holstein-Gottorp, sia al trono di Svezia che ai suoi possedimenti ducali nell'Holstein, che erano rimasti occupati dalla Danimarca dopo il 1720.
La fine della Grande guerra del Nord significò la fine di quasi 200 anni di rivalità danese-svedese per il controllo del Mar Baltico mettendo a dura prova la marina e il tesoro nazionale danese. Nel 1725 molte delle navi di linea della flotta danese erano state messe in disarmo per ordine dell'Ammiragliato danese, poiché si sperava che ogni pericolo di guerra fosse svanito.
Nel 1725, la Spagna e l'Austria firmarono il Trattato di Vienna (1725) che includevano i termini per richiedere la restituzione di Gibilterra e Minorca alla Spagna, ma nello stesso anno, iniziarono a negoziare con la Russia suscitando le preoccupazioni della Gran Bretagna. In risposta, la Royal Navy inviò una flotta di 20 vascelli nel Mar Baltico con l'ammiraglio Charles Wager e il contrammiraglio George Walton, per scoraggiare un possibile intervento russo, mentre una seconda forza di nove navi di linea sotto l'ammiraglio John Jennings fu inviata nell'Atlantico per scoraggiare l'azione spagnola, mentre una terza forza fu inviata nei Indie occidentali per impedire alla Spagna di inviare argento dalle sue colonie americane in Europa.
Le forze di Wager salparono dal Nore il 17 aprile 1726, unendosi a uno squadrone danese in maggio e procedendo verso il Golfo di Finlandia.

## Il blocco navale

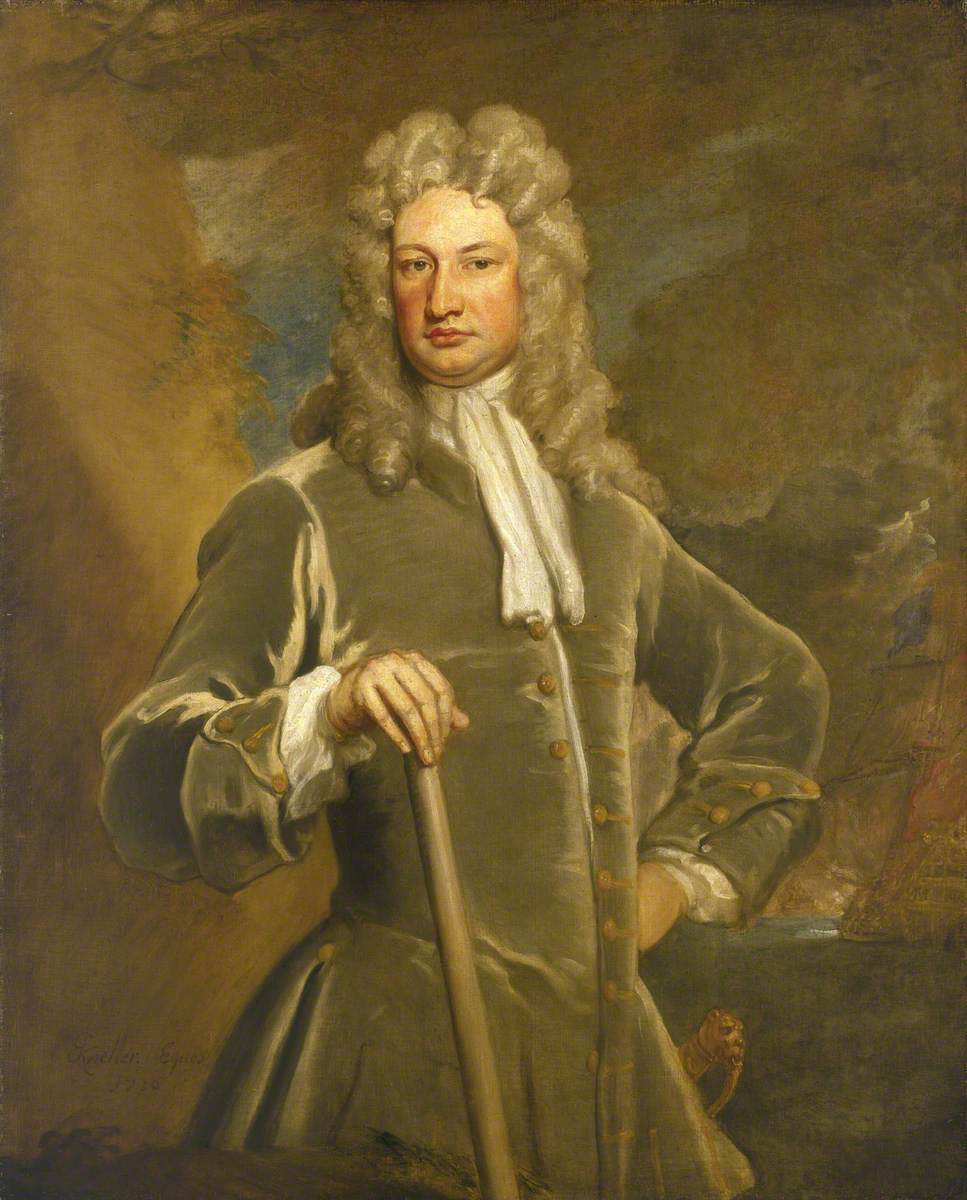
Sir Charles Wager

La flotta britannica guidata dall'ammiraglio Charles Wager fece scalo a Copenaghen il 23 aprile 1726 dove si svolsero due giorni di consultazioni diplomatiche sulla minaccia russa e sulla cooperazione. L'8 maggio la flotta raggiunse Stoccolma, dove l'ammiraglio Wager consegnò una copia della lettera del monarca britannico alla zarina di Russia. La flotta danese al comando del retroammiraglio Mikkel Bille, nel frattempo, salpata da Copenaghen il 14 maggio, diretta inizialmente a Bornholm, raggiunse comunque Reval. Nel frattempo la lettera diplomatica di re Giorgio I di Gran Bretagna fu inviata una copia all'ammiraglio del porto russo, l'originale invece fu inviata tramite la HMS Port Mahon a Kronštadt per la zarina. L'ammiraglio inviò anche un messaggio alla squadra danese al largo di Bornholm invitandola a non partire (anche se alla fine arrivarono). Durante la tesa situazione di stallo militare/navale dell'estate del 1726, il commercio delle navi britanniche e svedesi con i russi di Pietroburgo continuò, in modo che gli inglesi potessero continuare a raccogliere informazioni sui preparativi russi nel Golfo di Finlandia. La HMS Preston da una di queste navi mercantili il 17 luglio, venne a sapere che la flotta russa da circa diciotto velieri ("forse quindici navi di linea e due fregate") era a Kronštadt pronta per la difesa e che una di queste navi era stata colpita da un fulmine, uccidendo cinque membri dell'equipaggio.
Circa 200 galee furono anche segnalate pronte al combattimento. Il principe russo Menzikoff arrivò a Reval da Riga il 17 luglio, quando fu intrapresa un'ulteriore attività diplomatica. Una lettera dell'ammiraglio britannico fu consegnata dal capitano Haddock e il principe invitò gli ufficiali britannici e danesi che erano a terra a cenare con lui. Il principe partì quindi per Pietroburgo.
Il 9 settembre una nave di passaggio riferì che le galee russe a Pietroburgo e Kronštadt erano state acquartierate per l'inverno e che le navi da guerra russe erano state rifornite solo per cinque giorni alla volta, almeno fino a quando gli squadroni britannici e danesi non fossero salpati da Reval.
L'ammiraglio britannico Charles Wager il 4 ottobre a bordo della nave ammiraglia aveva lasciato la baia di Reval con vento favorevole insieme ai danesi fino a Gotland, mentre gli inglesi proseguirono fino l'isola di Hanö. Il dispiegamento terminò nell'autunno del 1726, quando la flotta di Wager tornò in Inghilterra il 1º novembre dello stesso anno.

### Eventi successivi
Nel 1727, un nuovo squadrone britannico della Baltic Fleet comandato da Sir John Norris giunse a Copenaghen il 12 maggio come precauzione contro una possibile aggressione da parte della Russia. Tuttavia, la ragione di questo dispiegamento scomparve con la morte della zarina alla fine dello stesso mese.